# Franz-Reinhold Hildebrandt
Franz-Reinhold Hildebrandt (ur. 12 stycznia 1906 w Braniewie w Prusach Wschodnich, zm. 18 grudnia 1991 w Brühl koło Kolonii) – niemiecki pastor i teolog protestancki.

## Życiorys

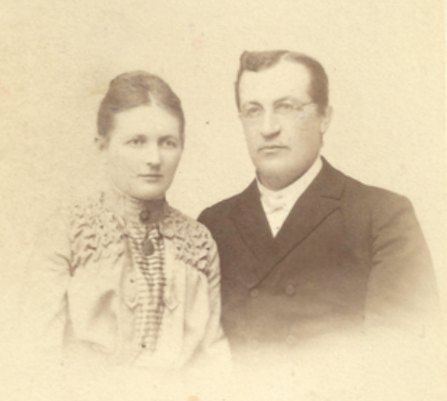
Rodzice Franza-Reinholda Hildebrandta

Franz-Reinhold Hildebrandt był synem pastora Karla-Wilhelma Hildebrandta (1861–1939) i Margarete z domu Fleuch. Miał trzech starszych braci. Franz-Reinhold, tak jak jego starsi bracia, uczęszczał do gimnazjum w rodzinnym Braniewie i uzyskał w nim maturę 26 lutego 1925 roku. Następnie studiował teologię protestancką na uniwersytetach w Królewcu, Tybindze i Berlinie. Po święceniach na pastora, w 1932, został najpierw pomocnikiem pastora w Zaborowie. W 1933 objął stanowisko pastora w Gołdapi. Franz-Reinhold Hildebrandt był zaangażowany w ruchu Kościoła Wyznającego (niem. Bekennende Kirche), organizacji sprzeciwiającej się narodowemu socjalizmowi. Z tego powodu był w okresie narodowego socjalizmu trzykrotnie aresztowany. Należał także do Ewangelickiego Kościoła Unii Staropruskiej, nim został następnie powołany do służby wojskowej.
Po drugiej wojnie światowej był zaangażowany w odbudowę Kościoła ewangelickiego w Niemczech. W 1946 został prepozytem w Halberstadt i Quedlinburgu oraz pełnił funkcję duszpasterza w kolegiacie św. Serwacego w Quedlinburgu. Od 1 października 1952 do przejścia na emeryturę w dniu 31 sierpnia 1972 był przewodniczącym Unii Kościołów Ewangelickich. Ponadto od 1961 był także dyrektorem Ewangelickiej Akademii Badawczej i kaznodzieją w berlińskiej katedrze. W 1978 roku przeniósł się z Berlina Wschodniego do Kolonii.

## Życie prywatne
Od 1932 żonaty z Magdaleną Düemke. Miał trzech synów. 

## Wyróżnienia
- w 1959 otrzymał tytuł doktora honoris causa Wydziału Ewangelicko-Teologicznego Uniwersytetu w Münster[4]